# Mehatpur Basdehra
Mehatpur Basdehra é uma cidade e uma nagar panchayat no distrito de Una, no estado indiano de Himachal Pradesh.

## Demografia
Segundo o censo de 2001, Mehatpur Basdehra tinha uma população de 8686 habitantes. Os indivíduos do sexo masculino constituem 54% da população e os do sexo feminino 46%. Mehatpur Basdehra tem uma taxa de literacia de 66%, superior à média nacional de 59,5%: a literacia no sexo masculino é de 70% e no sexo feminino é de 62%. Em Mehatpur Basdehra, 14% da população está abaixo dos 6 anos de idade.